# Kleinasiatische Slawen
Mit Kleinasiatische Slawen werden die südslawischen Stammesverbände bezeichnet, die durch das Byzantinische Reich vom Balkan nach Anatolien umgesiedelt wurden.

## Geschichte
Nach den Balkanfeldzügen des Maurikios (582–602) wurden große Verbände von Slawen gewaltsam nach Kleinasien übersiedelt, um die Grenze zum Umayyaden-Kalifat zu sichern.
Die Stadt Gordoservon (serbisch Srbograd, Гордосервон; mittelgriechisch Γορδόσερβον) in Bithynien war eine byzantinische Stadt, die von Serben bewohnt wurde. Der Name leitet sich von den Serben ab, die etwa 649 (oder 667) durch den byzantinischen Kaiser Konstans II. nach Kleinasien umgesiedelt wurden. Isidor, der Bischof von Gordoservon, wird 680/681 erwähnt. Die Tatsache, dass dieses Dorf der Sitz eines Bischofs war, lässt vermuten, dass es eine große serbische Bevölkerung beherbergte. Eine byzantinische Armee mit 30.000 Slawen (vorwiegend Serben) wurde von den Umayyaden im Jahr 692 in der Schlacht von Sebastopolis wegen verbreiteter serbischer Fahnenflucht geschlagen. Zur Flucht waren sie von Muhammad ibn Marwan überredet worden, der sie an ihre zwangsweise Entwurzelung und schlechte Behandlung durch den Kaiser erinnerte. Um das Jahr 1200 wird die Stadt Servochoria („serbisches Dorf“) genannt.
Im Jahr 658 und 688/9 siedelten die Byzantiner Slawen nach Bithynien um. Justinian II. (685–695) siedelte ebenfalls viele Slawen, die er in Thrakien gefangen genommen hatte, nach Kleinasien um, um die Mannschaftsstärken dort zu erhöhen. Die meisten Slawen desertierten aber in der ersten Schlacht zu den Arabern. Unter der Regentschaft Konstantin V. (741–775) wurden viele Slawen wegen des ständigen Drucks durch die Bulgaren aus dem Norden Griechenlands nach Kleinasien umgesiedelt.
Der bekannteste der kleinasiatischen Slawen war Thomas der Slawe, ein militärischer Befehlshaber, der einen Gutteil des Reiches während der letztlich erfolglosen Revolte gegen Kaiser Michael II. in den 820ern hinter sich bringen konnte. Obwohl ihn der Chronist Ioseph Genesios aus dem 10. Jahrhundert „Thomas vom Gouzourou-See, von armenischer Herkunft“ nennt, halten die meisten modernen Historiker ihn für einen Slawen und vermuten seinen Geburtsort bei Gaziura im Pontos.
Die Slawen des Themas von Opsikion (Sklabesianoi) bestanden als unabhängige Gruppe noch im 10. Jahrhundert, wo sie als Marineinfanterie in der Byzantinischen Flotte dienten.